# Hans Finne
Hans Johan Finne, född 28 oktober 1921 i Jakobstad, död 8 maj 1997, var en finländsk stadsdirektör.
Finne, som var son till vicekonsuln Johan Finne och Elina Hofslagar, blev student 1942, avlade högre rättsexamen 1950 och blev vicehäradshövding 1953. Han var verksam som advokat i Jakobstad 1950–1957, stadssekreterare där 1957–1961 och stadsdirektör från 1961.